# 康斯坦丁·科切托夫
康斯坦丁·阿列克谢耶维奇·科切托夫（俄语：Константин Алексеевич Кочетов，1932年3月17日—），苏联军事领导人，1988年晋升大将。苏联解体前担任国防部第一副部长。

## 生平
1950年加入苏军，在利沃夫步兵学校学习。毕业后在苏军驻德集群服役，历任排长、连长。1959年调任远东军区某机械化步兵营参谋长。1965年毕业于伏龙芝军事学院，任北高加索军区某机械化步兵团副团长，1968年升任团长。1970年任北高加索军区某机械化步兵师参谋长。1973年毕业于总参谋部军事学院，任喀尔巴阡军区摩托化步兵第24师师长。1975年，任外高加索军区步兵第31军军长。1977年6月，任外高加索军区近卫第7集团军司令。1979年12月，任外贝加尔军区第一副司令。1982年8月，任苏军南方集群司令（驻匈牙利）。1985年8月，任外高加索军区司令。1988年5月，任莫斯科军区司令。1989年1月，任苏联国防部第一副部长。1991年1月率领苏联军事代表团访问朝鲜。1991年9月13日离职。1991年11月退役。
科切托夫是苏联第十一届最高苏维埃联盟院代表（1984年－1989年），苏联人民代表大会代表（1989年－1991年）。

## 军衔
- 少将（1975年4月25日）
- 中将（1979年2月16日）
- 上将（1982年12月16日）
- 大将（1988年4月19日）